# 세계 로봇 올림피아드

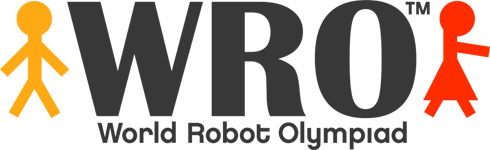

세계 로봇 올림피아드(World Robot Olympiad)는 레고 마인드스톰 ROBOLAB, NXT, EV3를 사용하는 로봇 대회로 전세계의 초, 중, 고 학생들이 참가할 수 있는 대회이다. 2004년 12개의 나라 4000개의 팀을 시작으로 11년이 지난 2015년 작년에는 55개국 22000개의 팀이 출전했으며 올해 2016년 13회 Wro 대회는 인도에서 열릴 예정이다. 로봇 공학은 21세기의 훌륭한 플랫폼이다. 로봇 공학을 통해 혁신적인 설계를 하고, 창의력을 가지고 문제를 해결하며, 학습을 통해 배운 과학적 지식, 수학적 능력을 활용하여 프로그래밍을 하고, 무엇보다 로봇을 만들면서 재미를 느낄 수 있는 목적으로 이 대회를 만들었다.

## WRO의 역사
1. 2004년 1회 : 싱가포르
2. 2005년 2회 : 방콕
3. 2006년 3회 : 중국 난징
4. 2007년 4회 : 타이베이
5. 2008년 5회 : 요코하마
6. 2009년 6회 : 대한민국 포항
7. 2010년 7회 : 필리핀 마닐라
8. 2011년 8회 : UAE 아부다비
9. 2012년 9회 : 말레이시아 쿠알라 룸팔
10. 2013년 10회 : 인도네시아 자카르타
11. 2014년 11회 : 러시아 소치
12. 2015년 12회 : 카타르 도하
13. 2016년 13회 : 인도에서 개최할 예정
14. 2017년 14회 : 코타키나발루에서 개최
15. 2018년 15회 : 치앙마이

## 경기 종목
WRO의 종목은 크게 4가지로 나뉠 수 있다. 경기, 창작, 로봇축구, 고급로봇공학(대학과정)이 4가지인데 이중 로봇축구는 말 그대로 로봇으로 축구를 하는 종목이고 고급로봇공학은 대학생들이 나가는 종목이다. WRO의 주를 이루는 종목은 경기와 창작이다. 경기는 2분(120초)라는 제한 시간 안에 주어진 미션을 로봇으로 수행하고 돌아오는 종목을 뜻한다. 창작은 매년 주어지는 주제가 다른데 그 해의 주제와 부합하는 로봇을 만들어 심사받는 종목으로 예를 들면 그 해의 주제가 한글이라면 참가팀 중 하나는 한글을 쓰는 로봇을 만들어서 평가를 받도록 하는 것이다.

## 규정

### 연령
1. 초등부 연령 : 참가자는 경기가 열리는 해의 만 12세까지
2. 중등부 연령 : 참가자는 경기가 열리는 해의 만 13세부터 만 15세까지
3. 고등부 연령 : 참가자는 경기가 열리는 해의 만 16세부터 만 19세까지
4. WRO 축구 : 참가자는 경기가 열리는 해의 만 10세부터 만 19세까지
5. 고급 로봇공학 종목 : 참가자는 경기가 열리는 해의 만 17세부터 만 25세까지

### 경기
참가자들은 공식적으로 조립 시간이 시작되었을 때에만 조립을 시작할 수 있으며, 그 즉시 프로그램과 시범 구동 역시 가능하다. 팀들은 조립과 점검 시간이 끝나면 반드시 정해진 점검 구역에 로봇을 놓아야 한다. 왜냐하면 로봇의 크기는 25cm이내 여야 하기 때문에 이를 측정하기 위함에서 로봇을 꼭 제출해야 한다. 그 후에 심사 위원들은 로봇이 모든 조건에 규합한 지 평가한다. 심사에 통과한 로봇만이 참가 자격이 주어진다. 로봇의 연습은 반드시 지정된 경기장에서만 가능하며 개별적으로 준비된 미션 매트의 사용은 해당 팀들의 주어진 테이블에서만 가능하다. 로봇의 미션 수행 횟수는 2번으로 제한되어 있으며 2번의 기회중 높은 성적이 자신의 대회 성적이 된다. 팀의 순위는 각 라운드의 최고 점수로 평가 된다. 만약 참가 팀들이 동점이라면, 기록 시간에 따라 순위가 결정된다. (단, 시간이 점수 계산의 한 요소로 포함되지 않았을 경우에) 그래도 동점이라면, 성능의 일관성을 고려해 이전의 라운드에서 최고점수 다음 높은 점수를 기록한 팀으로 순위를 결정한다.

### 창작
각 팀은 반드시 로봇이 무슨 일을 하고, 어떤 면에서 독창적이고 주제에 맞는지를 작성한 보고서를 제출하여야 한다. 보고서에는 반드시 그림, 도표, 다각도의 사진들과 프로그램의 예제를 첨부해야 한다. 심사 시 반드시 심사 위원들에게 보고서를 종이로 출력하여 제출해야 한다. 각 팀은 반드시 그들의 로봇 데모 비디오를 제출하여야 한다. WRO은 영어로 제작되거나 영문 자막인 비디오를 추천한다. 이것은 심사위원들이 프로젝트를 더 잘 이해 할 수 있기 때문이다. 또한 팀들은 분류 관리를 위해 비디오의 키워드를 추가하여야 한다. 팀들은 반드시 부스에 최소 규격 120cm × 90cm 의 포스터를 하나 이상 설치하여야 한다. 포스터는 방문자들에게 로봇 프로젝트 내용을 포함해야 한다.

### 로봇
1. 각 팀은 단 하나의 컨트롤러만을 사용할 수 있다. (NXT 또는 EV3)
2. 모터와 센서의 사용에는 개수 제한이 없다.
3. 경기 중(미션을 수행할 때) 로봇을 방해하거나 도와주는 참여자들의 동작이나 움직임은 허용되지 않는다. 팀 중 이 규칙을 위반하였을 시 해당 경기에서 실격 처리된다.
4. 로봇은 자율적이어야 하고 미션을 스스로 끝낼 수 있어야 한다. 로봇이 작동될 때 무선통신, 원격 제어 및 유선제어 시스템은 허용되지 않는다. 위반하였을 시 실격 처리되며 즉시 경기를 중단하여야 한다.
5. 블루투스나 와이파이 연결은 모든 시간동안 꺼져 있어야 한다.
6. 프로그램 저장을 위한 SD카드 사용은 허용된다. SD카드는 반드시 로봇을 검사하기 전에 삽입되어야 하며, 검사가 완료되고 나면 경기 기간 동안 제거할 수 없다.